# Шмельков, Павел Петрович
Па́вел Петро́вич Шмельков (7 июля 1951, Октябрьский, Рязанская область — 18 августа 2006, Самара) — советский футболист, полузащитник. Игрок основного состава куйбышевских «Крыльев Советов» 1970—х.

## Карьера
В 1969—1970 годах играл во второй лиге за сызранский «Тяжмаш».
С 1971 по 1975 сыграл провел 131 игру в первой лиге за куйбышевские «Крылья Советов». В 1976 году не выступал. В 1977 вернулся в «Крылья» и провел в высшей лиге 6 матчей.
Завершил карьеру в 1978 году после сезона в саратовском «Соколе».